# Historien om brödraskapet
Historien om Brödraskapet är det tredje studioalbumet av den svenska artisten, poeten och producenten Patrick El-Hag, utgivet den 21 juni 2024. Albumet bygger på minimusikalen med samma namn, som framfördes på Södra Teatern i februari 1991.
Föreställningen utgick från El-Hags sånger och vävdes samman med Thomas Kaos Olssons monologer. Tillsammans skapade de ett medeltidsinspirerat drömspel, eller en vuxensaga.
På scenen ackompanjerades de kuplettartade visorna av en akustisk ensemble. Musikerna var Joakim Häggström (piano och arrangemang), Leo Norgren (gitarr), Sophia Tönne (dragspel) och Erika Wentzel (cello). Nina Lillienberg regisserade. 
2020, inför föreställningens förestående 30-årsjubileum 2021 började El-Hag spela in sångerna.
Att albumet tog trettiofyra år att fullborda står i skarp kontrast till dess anspråkslösa speltid på trettiofyra minuter.
Den 29 januari 2025 sändes ett entimmas specialprogram på Radio Strömsund, där Patrick El-Hag berättade hela Historien om Brödraskapet. Samma dag publicerades programmet i form av ett podd-avsnitt på YouTube och Spotify.  
Albumet har uppmärksammats av bland andra Jönköpings-Posten, Mitt i Stockholm, QX och musikbloggarna Popmuzik Nordic Music Central och musikskribenten Anders Lundquist.
Scenframställningen Historien om Brödraskapet på Södra Teatern 1991, recenserades av Per Mårtensen i Dagens Nyheter.
| Nr | Titel                              | Text                               | Musik          | Producent               | Längd |
| -- | ---------------------------------- | ---------------------------------- | -------------- | ----------------------- | ----- |
| 1  | Prolog                             | Patrick El-Hag, Thomas Kaos Olsson | Patrick El-Hag | Sigurdór Guðmundsson    | 1:04  |
| 2  | I ett stilla regn I                | (Instrumental)                     | Patrick El-Hag | Stefán Orn Gunnlaugsson | 1:05  |
| 3  | Brödraskapets Hymn                 | Patrick El-Hag                     | Patrick El-Hag | Peter Hägerås           | 4:55  |
| 4  | Esmeralda                          | Patrick El-Hag                     | Patrick El-Hag | Peter Hägerås           | 4:14  |
| 5  | Hertigen av Brandgul               | Patrick El-Hag                     | Patrick El-Hag | Peter Hägerås           | 4:42  |
| 6  | Gwendolyn (Allt för kärleks skull) | Patrick El-Hag                     | Patrick El-Hag | Håkan Folkesson         | 3:37  |
| 7  | I ett stilla regn II               | Patrick El-Hag                     | Patrick El-Hag | Stefán Orn Gunnlaugsson | 1:59  |
| 8  | I ett glas (Hertigens ledmotiv)    | Patrick El-Hag                     | Patrick El-Hag | Peter Hägerås           | 3:31  |
| 9  | Hästvisa                           | Patrick El-Hag                     | Patrick El-Hag | Peter Hägerås           | 3:42  |
| 10 | På andra sidan muren               | Patrick El-Hag                     | Patrick El-Hag | Stefán Orn Gunnlaugsson | 3:17  |
| 11 | Epilog / I ett stilla regn III     | Patrick El-Hag, Thomas Kaos Olsson | Patrick El-Hag | Stefán Orn Gunnlaugsson | 1:47  |

## Samtliga medverkande
- Patrick El-Hag - Sång
- Peter Hägerås - Kör och instrumentering
- Stefán Orn Gunnlaugsson - Piano och keyboard (I ett stilla regn I, II och III)
- Håkan Folkesson - Keybord och instrumentering (Gwendolyn)
- Emila Harju Granér - Sång, kör
- Ingrid Contardo - Sång
- Andreas Dudde Sabelhierta - Sång, kör
- Joakim Häggström - Piano (Prolog)

- Lars-Åke Lasse Petersson - Foto
- Nils Gud Dahlström - Grafisk design
- Sigurdór Guðmundsson - Mastering på Skonrokk Mastering.